# Hamburg, Iowa
Hamburg är en ort i Fremont County i Iowa. Vid 2010 års folkräkning hade Hamburg 1 187 invånare.